# Patriot's Day
Patriot's Day is een officiële feestdag in drie staten van de Verenigde Staten, die ieder jaar op de derde maandag in april wordt gehouden.
Op deze dag herdenkt men de veldslagen van Lexington en Concord, waarmee de Amerikaanse onafhankelijkheidsoorlog begon op 19 april 1775. In de Verenigde Staten bepalen de individuele staten hun officiële feestdagen. Alleen Massachusetts, Maine en Wisconsin erkennen Patriot's Day. De feestdag was oorspronkelijk jaarlijks op de 19e april. In 1969 werd besloten om Patriot's Day vast te stellen op de derde maandag van april.

## Recente en aankomende data
- 2017: maandag 17 april
- 2018: maandag 16 april
- 2019: maandag 15 april
- 2020: maandag 20 april
- 2021: maandag 19 april
- 2022: maandag 18 april
- 2023: maandag 17 april
- 2024: maandag 15 april
- 2025: maandag 21 april

## Activiteiten
In Massachusetts wordt traditioneel op Patriot's Day vroeg in de morgen in Lexington de slag van Lexington nagespeeld, en  wordt de Boston Marathon gelopen van Hopkinton naar Boston. Scholen en overheidsinstellingen zijn gesloten, maar de meeste bedrijven werken op Patriot's Day.